# Piraterna
Piraterna (SMK Motala SK) är en speedwayklubb från Motala i Sverige. Den debuterade 1949 i högsta nationella serien och har vunnit lag-SM-guld två gånger – 2011 och 2013.
Hemmaarenan på Dunteberget har numera sponsornamnet RMV SKOG Arena. Publikrekordet är 6 800 personer mot Indianerna den 4 september 2011.

## Historik
Klubben debuterade år 1949 i högsta serien och bar då namnet "Radiopiraterna", som var en anspelning på Motala långvågsstation, men namnet kortades snart till "Piraterna". 2003 vann Piraterna Allsvenskan och kom därmed tillbaka till Elitserien 2004, där laget kom sist men blev kvar i serien då inget lag gick upp.
Piraterna kör (ofta) i svenska Elitserien, och blev första gången svenska lagmästare 2011 den 5 oktober 2011 efter en totalseger med 93–87 mot Indianerna. Segerhjältar blev världsmästaren Greg Hancock och motalasonen Jonas Davidsson.
2012 tog Piraterna silver efter att ha blivit besegrade av Elit Vetlanda. Men redan 2013 fick Piraterna revansch då just Elit Vetlanda den 18 oktober besegrades i finalen med 97–83. Piraterna vann även grundserien detta år och lyckades hålla en jämn kvalité bortsett från en kortare svacka då Chris Holder skadades i en ligamatch i England den 5 juli. 
Slutspelet 2014 var för Piraternas del kantat av skador och krångel. Indianerna kunde redan i semifinalen få sin revansch mot Piraterna och efter en stark hemma insats gå vidare till finalen. I slutet av året kördes för första gången FIM World League (5-manna lag) där Piraterna (36) tog titeln efter att vunnit mot Poole Pirates (32), Falubaz Zielona Góra (30) och Esbjerg (19).
I laget ingår seniorvärldsmästarna Peter Kildemand och Greg Hancock. Tillbaka är även den unga publikfavoriten Piotr Pawlicki samt motalasonen Jonas Davidsson. 
Laget kom 2017 sist och åkte ur Eliteserien, Men vann Allsvenska finalen 2018 och var tillbaka i Elitserien 2019.

## Historiska förartrupper

### 2009 års trupp
| Emil Sajfutdinov   | 1989 |  |
| Jonas Davidsson    | 1984 |  |
| Antonio Lindbäck   | 1985 |  |
| Daniel Nermark     | 1977 |  |
| Rafal Dobrucki     | 1976 |  |
| Rafal Okoniewski   | 1980 |  |
| Damian Balinski    | 1977 |  |
| Wieslaw Jagus      | 1975 |  |
| Linus Sundström    | 1990 |  |
| Tomas Bäck         | 1992 |  |
| Tomasz Chrzanowski | 1983 |  |
| Robert Kosciecha   | 1977 |  |
| Oliver Berntzon    | 1993 |  |

Källa: SVEMO

### 2010 års trupp
| Förare             | Född | Ingångssnitt | M  | H   | P   | B  | S:a | Snitt |           |
| ------------------ | ---- | ------------ | -- | --- | --- | -- | --- | ----- | --------- |
| Emil Sajfutdinov   | 1989 | 7,25         | 1  | 5   | 11  | 2  | 13  | 2.200 |           |
| Greg Hancock       | 1970 | 8,77         | 20 | 105 | 212 | 24 | 336 | 2.019 | Lagkapten |
| Jonas Davidsson    | 1984 | 7,08         | 16 | 81  | 153 | 10 | 163 | 1.889 |           |
| Rafal Dobrucki     | 1976 | 6,44         | 18 | 93  | 143 | 14 | 157 | 1.538 |           |
| Maciej Janowski    | 1991 | 4,47         | 17 | 81  | 124 | 20 | 144 | 1.531 |           |
| Robert Kosciecha   | 1977 | 3,73         | 19 | 82  | 124 | 13 | 138 | 1.524 |           |
| Antonio Lindbäck   | 1985 | 7,04         | 16 | 74  | 112 | 15 | 12  | 1.425 |           |
| Michal Szczepaniak | 1983 | 4,90         | 2  | 8   | 11  | 1  | 12  | 1.375 |           |
| Linus Sundström    | 1990 | 3,13         | 19 | 71  | 87  | 16 | 103 | 1.225 |           |
| Damian Balinski    | 1977 | 5,76         | 8  | 34  | 39  | 9  | 48  | 1.147 |           |
| Tomas Bäck         | 1992 | 2,00         | 3  | 6   | 2   | 0  | 2   | 0,333 |           |

Källa: SVEMO

### 2011 års trupp
| Förare              | Född | Ingångssnitt | M  | H   | P   | B  | S:a | Snitt |            |
| ------------------- | ---- | ------------ | -- | --- | --- | -- | --- | ----- | ---------- |
| Rafal Dobrucki      | 1991 | 2,200        | 1  | 5   | 11  | 1  | 12  | 2.200 |            |
| Greg Hancock        | 1970 | 2,019        | 18 | 96  | 201 | 18 | 219 | 2.094 | Lagkapten  |
| Jonas Davidsson     | 1987 | 1,877        | 20 | 102 | 176 | 11 | 187 | 1.725 |            |
| Daniel Davidsson    | 1983 | 0.803        | 13 | 45  | 66  | 9  | 75  | 1.467 | Gästförare |
| Przemyslaw Pawlicki | 1991 | 1,446        | 19 | 92  | 133 | 20 | 153 | 1.446 |            |
| Linus Sundström     | 1990 | 1,425        | 19 | 80  | 114 | 14 | 128 | 1.425 |            |
| Maciej Janowski     | 1991 | 1,512        | 20 | 98  | 137 | 20 | 157 | 1.398 |            |
| Piotr Pawlicki      | 1994 | 1,250        | 11 | 45  | 61  | 7  | 68  | 1.356 |            |
| Jesper B Monberg    | 1977 | 1,036        | 8  | 35  | 44  | 6  | 50  | 1.257 |            |

Källa: SVEMO

### 2012 års trupp
| Förare              | Född | Ingångssnitt | M  | H  | P   | B  | S:a | Snitt |            |
| ------------------- | ---- | ------------ | -- | -- | --- | -- | --- | ----- | ---------- |
| Greg Hancock        | 1970 | 2,094        | 17 | 86 | 159 | 14 | 173 | 1.849 | Lagkapten  |
| Chris Holder        | 1987 | 1,939        | 16 | 76 | 136 | 14 | 150 | 1.789 |            |
| Przemyslaw Pawlicki | 1991 | 1,446        | 14 | 64 | 110 | 8  | 118 | 1.774 |            |
| Linus Sundström     | 1990 | 1,425        | 14 | 60 | 91  | 12 | 103 | 1.517 |            |
| Maciej Janowski     | 1991 | 1,398        | 16 | 75 | 107 | 12 | 119 | 1.427 |            |
| Piotr Pawlicki      | 1994 | 1,356        | 11 | 45 | 62  | 9  | 71  | 1.378 |            |
| Grzegorz Zengota    | 1988 | 1,211        | 8  | 39 | 50  | 4  | 54  | 1.282 |            |
| Anton Rosén         | 1971 | 0,563        | 17 | 61 | 67  | 21 | 88  | 1.098 | Gästförare |
| Norbert Kosciuch    | 1984 | 1.400        | 1  | 5  | 5   | 1  | 6   | 1.000 |            |

Källa: SVEMO

### 2013 års trupp
| Förare              | Född | Ingångssnitt | M  | H  | P   | B  | P+B | P/H   |            |
| ------------------- | ---- | ------------ | -- | -- | --- | -- | --- | ----- | ---------- |
| Greg Hancock        | 1970 | 1,892        | 11 | 57 | 125 | 11 | 136 | 2.193 | Lagkapten  |
| Chris Holder        | 1987 | 1,719        | 9  | 44 | 98  | 8  | 106 | 2.227 |            |
| Przemyslaw Pawlicki | 1991 | 1,722        | 11 | 51 | 87  | 11 | 98  | 1.706 |            |
| Jonas Davidsson     | 1984 | 1,356        | 12 | 55 | 92  | 7  | 99  | 1.673 | Gästförare |
| Piotr Pawlicki      | 1994 | 1,452        | 5  | 20 | 33  | 2  | 35  | 1.650 |            |
| Matej Zagar         | 1983 | 1,452        | 3  | 15 | 24  | 3  | 27  | 1.600 |            |
| Linus Sundström     | 1990 | 1,455        | 8  | 35 | 45  | 6  | 51  | 1.286 |            |
| Anton Rosén         | 1991 | 0,782        | 13 | 55 | 58  | 9  | 67  | 1.055 |            |
| Fredrik Engman      | 1994 | 0,500        | 13 | 49 | 47  | 9  | 56  | 0.959 | Gästförare |
| Maciej Janowski     | 1991 | 1,491        | 3  | 11 | 8   | 3  | 11  | 0.727 |            |

## Slutspelshistorik
2010
- Semifinal Piraterna–Lejonen 51–45
- Semifinal Lejonen–Piraterna 57–39

2011
- Semifinal Elit Vetlanda–Piraterna 50–40
- Semifinal Piraterna–Elit Vetlanda 63–27
- Final Piraterna–Indianerna 51–39
- Final Indianerna–Piraterna 48–42

2012
- Semifinal Dackarna–Piraterna 44–46
- Semifinal Piraterna–Dackarna 51–39
- Final Piraterna–Elit Vetlanda 46–44
- Final Elit Vetlanda–Piraterna 52–37

2013
- Semifinal Ikaros Smederna–Piraterna 44–46
- Semifinal Piraterna–Ikaros Smederna 53–37
- Final Elit Vetlanda–Piraterna 46–44
- Final Piraterna–Elit Vetlanda 51–39

2014
- Semifinal Piraterna–Indianerna 46–44
- Semifinal Indianerna–Piraterna 56–34

Källa: SVEMO

## Seriehistorik
- 8:a Elitserien 1949
- 2:a Division 2 mellersta 1950
- 2:a Division 2 Östra 1951
- 3:a Division 3 1971
- 3:a Division 3 1972
- 1:a Division 3 1973
- 4:a Division 2 B 1974
- 1:a Division 3 Södra 1975
- 2:a Division 2 1976
- 6:a Division 2 1977
- 4:a Division 2 1978
- 4:a Division 2 1979
- 1:a Division 2 Norra 1980 – Uppflyttningsmatch division 1-2: Kaparna–Piraterna 51–27, Piraterna–Kaparna 44–33
- 3:a Division 2 Södra 1981
- 5:a Division 1 Södra 1982
- 5:a Division 1 Södra 1983
- 2:a Division 2 Södra 1984
- 1:a Division 2 Södra 1985
- 6:a Division 1 1986
- 2:a Division 1 1987
- 5:a Division 2 Södra 1988
- 3:a Division 2 Södra 1989
- 2:a Division 2 Södra 1990 – 4:a Uppflyttningsserie division 1-2
- 4:a Division 2 Södra 1991
- 4:a Division 2 Östra 1992 – 1:a Uppflyttningsserie division 1-2
- 8:a Division 1 1993
- 6:a Division 2A 1994
- 2:a Division 2A 1995
- 4:a Division 1 Norra 1996 – 4:a Division 1 B 1996
- 2:a Division 2 1998
- 1:a Division 2 – 1:a Höstettan  1999
- 4:a Allsvenskan 2000
- 4:a Allsvenskan 2001
- 2:a Allsvenskan 2002
- 1:a Allsvenskan 2003
- 10:a Elitserien 2004
- 7:a Elitserien 2005
- 3:a Elitserien 2006 – Semifinal, Piraterna–VMS Elit 45–51, VMS Elit–Piraterna 52–44
- 6:a Elitserien 2007 – Kvartsfinal, Piraterna–Dackarna 45–51, Dackarna–Piraterna 57–39
- 4:a Elitserien 2008 – Semifinal, Piraterna–Lejonen 48–48, Lejonen–Piraterna 66–30
- 7:a Elitserien 2009
- 3:a Elitserien 2010 – Semifinal, Piraterna–Lejonen 51–45, Lejonen–Piraterna 57–39
- 1:a Elitserien 2011 – Svenska Mästare, Piraterna–Indianerna 51–39, Indianerna–Piraterna 48–42
- 2:a Elitserien 2012 – Final, Piraterna–Elit Vetlanda 46–44, Elit Vetlanda–Piraterna 52–37
- 1:a Elitserien 2013 – Svenska Mästare, Elit Vetlanda–Piraterna 51–39, Piraterna–Elit Vetlanda 46–44
- 3:a Elitserien 2014 – Semifinal, Piraterna–Indianerna 46–44, Indianerna–Piraterna 56–34

## Förare genom historien (urval)
- Kenneth Bjerre 2001–2002, 2004–2007
- Daniel Davidsson 1999, 2006, 2011, 2015
- Jonas Davidsson 2009–2011, 2013, 2015–
- Greg Hancock 2010–2017
- Chris Holder 2012–2015
- Jimmy Jansson 1999
- Antonio Lindbäck 2009–2010
- Fredrik Lindgren 2003
- Mark Loram 2005–2007
- Daniel Nermark 2008–2009
- Emil Sajfutdinov 2009–2010
- Ryan Sullivan 2005–2008
- Linus Sundström 2008–2014
- Grzegorz Walasek 2004–2010